# 寬道路
寬道路（日語：ブレイディヴェーグ），是日本現役純種競賽馬匹。目前主要勝場有2023年女皇伊利沙伯二世盃。

## 出賽前
2020年4月11日出生於北海道安平町北部牧場，成長途中於一口馬主俱樂部Sunday Racing Co. Ltd.進行馬主募集。
其後交由美浦訓練中心練馬師宮田敬介訓練。

## 競賽生涯

### 2歲
2022年8月21日出戰新潟競馬場2歲新馬戰，比賽途中保持於中團約莫第七的位置穩步推進，進入直路後，其保持走勢於外檔位置逐步加速，雖然超越處於先頭位置的對手，但最終未能壓制一同衝出的Lord Prayer，以頭位差距憾負。
而賽後原定繼續以未勝利戰爲目標上陣，但被發現左前腳第一趾骨剝離性骨折，因而進入約6個月的休養。

### 3歲
2023年2月於未勝利戰復出，本次比賽採取較爲主動的戰術下於前方位置逐步推進，進入直路後進一步加速拋離對手，最終成功以拉開對手6馬位的巨大優勢取得首勝。
然而賽後其因右腳前腳第一趾骨剝離性骨折而再度進入休養狀態，無緣出戰春季的雌馬三冠首關櫻花賞及次關優駿牝馬。
6月25日於康復後以3歲一捷馬戰爲目標，由於上仗之騎師李慕華需要前往阪神競馬場策騎春秋分出戰寶塚紀念，因而由戶崎圭太代打。比賽開始後，其保持於中團靠前位置下再度於直路跑出全場最快末腳，最終成功超越前方所有賽駒，以3 1/2馬位優勢再下一城。
入秋後出戰二級賽玫瑰錦標，賽前因其此前兩戰的優秀表現獲得第一人氣。比賽開始後，其選擇於中團靠後約莫第十三的位置展開推進，於比賽途中一直保持較爲穩定的節奏。進入直路後，其以優秀的反應一舉轟出後600米32.9秒的末腳速度，但仍然不敵稍早前衝出的第七人氣伏兵假面歌姬，最終以1 1/2馬位差距落敗得第二。
其後陣營宣佈將避戰秋華賞並以女皇伊利沙伯二世盃作爲目標，賽前獲得第一人氣。比賽開始後，其因慢閘而稍爲落後，但調整過後隨即衝入大部隊中。比賽中段，其無視前方文藝影院及赤寶的快放，一直保持於約莫第五的貼欄位置穩步推進。進入直路後，騎師李慕華指揮其稍微抽出中檔位置望空發力，跑出不俗速度下成功衝出佔先，其後亦可以抵擋內欄的醒赤驥及外檔的豎琴巧姬之追擊，最終以3/4馬位優勢奪得首個一級賽冠軍。憑藉此次勝利，其不但爲練馬師宮田敬介帶來首個中央一級賽優勝，同時其出賽五場就贏得古馬一級賽冠軍亦追平上年度春秋分贏得秋季天皇賞時的最快紀錄。

### 4歲
2024年原定遠征阿聯酋，以杜拜草地大賽作為首戰，然而於3月3日被發現右後腳飛節位置出現腫脹，陣營因而決定避戰。
進入下半年，其原定計劃以新潟紀念作為復出戰，然而於賽前再度出現肌肉疼痛的前方，最終避戰休養。
10月14日終於在二級賽府中牝馬錦標復出，比賽初段留守於中團靠後位置，於通過彎道時候順勢抽出外檔望空。進入直路後，其迅速由外檔位置展開衝刺，不斷加速之下在直路中段進入全速狀態，最終轟出後600米32.8秒的末腳速度下超越內欄突圍的假面歌姬，同時亦能抵擋同樣衝出的爍亮麗之壓力，以1 1/4馬位優勢取得時隔11個月的勝利。
其後未有出戰女皇伊利沙伯二世盃，而是以一哩冠軍賽為目標。比賽初段，其順利由所處的第2檔進佔內欄中團位置，於比賽途中一直維持沉穩的姿態。進入直路後，其稍微抽出中檔位置展開加速，然而未能壓制外檔衝出的神志勇進下，亦一直無法迫近前方的出奇致勝，最後更被加速的傲蹄巴魯超越，以第四的戰績完賽。

### 5歲
2025年首戰為東京新聞盃，比賽初段雖然因為稍微慢閘落後，但隨即調整並進佔中團位置推進。進入直路後，其選擇於中檔位置展開加速的步伐，雖然一度跑出不俗的走勢，但未能迫近前方透出的驍智嬌娃及名將鈦金再被水之輝追過，最終以第四落敗。
其後遠征阿聯酋出戰杜拜草地大賽，比賽初段處於中團取位，但在中段接近彎道時上前，跟隨在領放馬名將田原後方位置，進入直路後，其繼續在外檔位置展開衝刺，但稍為力弱下後退，最終以第七落敗。
回國後選擇以安田紀念作為目標，本次比賽雖然在最外檔第18檔起步，但迅速調整姿態下衝前並位置在中前方的外疊位置，同時在接近彎道處時繼續發力推進。進入直路後，其守着中檔的望空跑線展開不俗的加速，可惜和神志勇進稍微擦撞下未能追上前方的遠觀天象，亦被地神力及神志勇進壓制，以第四的戰績完賽。

### 詳細賽績
| 日期       | 舉辦國家 | 馬場 | 距離   | 級別 | 賽事名稱           | 負重 | 騎師     | 馬號 | 出馬 | 名次 | 時間     | 頭馬（二馬）        |
| ---------- | -------- | ---- | ------ | ---- | ------------------ | ---- | -------- | ---- | ---- | ---- | -------- | ------------------- |
| 21/8/2022  | 日本     | 新潟 | 草1800 |      | 2歲新馬            | 54   | 福永祐一 | 4    | 13   | 2    | 1:50.2   | Lord Prayer         |
| 11/2/2023  | 日本     | 東京 | 草1800 |      | 3歲未勝利          | 54   | 李慕華   | 10   | 16   | 1    | 1:48.1   | （Oval Bloom）      |
| 25/6/2023  | 日本     | 東京 | 草2000 |      | 3歲一捷馬戰        | 53   | 戶崎圭太 | 8    | 11   | 1    | 1:57.9   | （Meiner Celerius） |
| 17/9/2023  | 日本     | 阪神 | 草1800 | GII  | 玫瑰錦標           | 54   | 李慕華   | 5    | 17   | 2    | 1:43.2   | 假面歌姬            |
| 12/11/2023 | 日本     | 京都 | 草2200 | GI   | 女皇伊利沙伯二世盃 | 54   | 李慕華   | 1    | 15   | 1    | 2:12.6   | （醒赤驥）          |
| 14/10/2024 | 日本     | 東京 | 草1800 | GII  | 府中牝馬錦標       | 57   | 李慕華   | 5    | 15   | 1    | 1:44.7   | （爍亮麗）          |
| 17/11/2024 | 日本     | 京都 | 草1600 | GI   | 一哩冠軍賽         | 56   | 李慕華   | 2    | 17   | 4    | 1:32.4   | 神志勇進            |
| 9/2/2025   | 日本     | 東京 | 草1600 | GIII | 東京新聞盃         | 56   | 李慕華   | 7    | 16   | 4    | 1:32.8   | 水之輝              |
| 5/4/2025   | 阿聯酋   | 美丹 | 草1800 | GI   | 杜拜草地大賽       | 55   | 李慕華   | 10   | 11   | 7    | 記錄缺失 | 神志勇進            |
| 8/6/2025   | 日本     | 東京 | 草1600 | GI   | 安田紀念           | 56   | 戶崎圭太 | 18   | 18   | 4    | 1:33.0   | 遠觀天象            |

## 血統簡介
父系龍王爲日本賽駒，生涯稱霸短途賽事，包括做出連霸短途馬錦標及香港短途錦標等壯舉，被稱爲日本近代最強短途馬。祖父夏威夷王亦爲日本賽駒，生涯戰績極爲優秀，僅得一戰未能獲勝，曾勝出一級賽NHK一哩賽及東京優駿（日本打吡），爲日本史上首匹贏得變則二冠的賽駒。
母系Inner Urge爲日本賽駒，生涯戰績不佳僅勝出條件戰級別的賽駒。外祖父大震撼爲日本賽駒，爲日本賽馬史上第二匹無敗三冠馬，生涯出戰十四場賽事僅得兩場未能勝出，退役後配種成績亦極爲優秀。

### 血統表
| 父線：金滿寶系（淘金者系）               |                             |              |               |
| 種馬 龍王 2008年（棗色）                 | 夏威夷王 2001年（棗色）     | 金滿寶       | 淘金者        |
| 種馬 龍王 2008年（棗色）                 | 夏威夷王 2001年（棗色）     | 金滿寶       | Miesque       |
| 種馬 龍王 2008年（棗色）                 | 夏威夷王 2001年（棗色）     | Manfath      | 最後大官      |
| 種馬 龍王 2008年（棗色）                 | 夏威夷王 2001年（棗色）     | Manfath      | Pilot Bird    |
| 種馬 龍王 2008年（棗色）                 | Lady Blossom 1996年（棗色） | 雷貓         | 雷鳥          |
| 種馬 龍王 2008年（棗色）                 | Lady Blossom 1996年（棗色） | 雷貓         | Terlingua     |
| 種馬 龍王 2008年（棗色）                 | Lady Blossom 1996年（棗色） | Saratoga Dew | Cormorant     |
| 種馬 龍王 2008年（棗色）                 | Lady Blossom 1996年（棗色） | Saratoga Dew | Super Luna    |
| 繁殖雌馬 Inner Urge 2010年（棗色）       | 大震撼 2002年（棗色）       | 週日寧靜     | Halo          |
| 繁殖雌馬 Inner Urge 2010年（棗色）       | 大震撼 2002年（棗色）       | 週日寧靜     | Wishing Well  |
| 繁殖雌馬 Inner Urge 2010年（棗色）       | 大震撼 2002年（棗色）       | 風中秀髮     | Alzao         |
| 繁殖雌馬 Inner Urge 2010年（棗色）       | 大震撼 2002年（棗色）       | 風中秀髮     | Burghclere    |
| 繁殖雌馬 Inner Urge 2010年（棗色）       | 音樂感 2002年（栗色）       | Gold Way     | Goldneyev     |
| 繁殖雌馬 Inner Urge 2010年（棗色）       | 音樂感 2002年（栗色）       | Gold Way     | Blushing Away |
| 繁殖雌馬 Inner Urge 2010年（棗色）       | 音樂感 2002年（栗色）       | Mulika       | Procida       |
| 繁殖雌馬 Inner Urge 2010年（棗色）       | 音樂感 2002年（栗色）       | Mulika       | Gazelia       |
| 雌系：號族：2-s                          |                             |              |               |
| 五代內近親交配：淘金者 4×5、雷利耶夫 5×5 |                             |              |               |

## 命名由來
名字Brede Weg（ブレイディヴェーグ）於荷蘭語中，意思是：「廣闊的馬路」，香港則取其意，以「寬道路」作為翻譯。

## 外部連結
- 寬道路 netkeiba.com （页面存档备份，存于）
- 血統表 （页面存档备份，存于）